# Rothschildia
Genre
Rothschildia est un genre de lépidoptères (papillons) de la famille des Saturniidae, de la sous-famille des Saturniinae et de la tribu des Attacini.

## Historique et dénomination
- Le genre Rothschildia a été décrit par l'entomologiste américain Augustus Radcliffe Grote en 1896[1].
- L'espèce type pour le genre est Rothschildia jacobaeae (Walker, 1855).

## Taxinomie
Liste des espèces
- Rothschildia affinis Felder, 1874
- Rothschildia amacurensis Lemaire, 1972
- Rothschildia amazonica Packard, 1869
- Rothschildia amoena Jordan, 1911
- Rothschildia andensis Rothschild, 1907
- Rothschildia angulatus Bouvier, 1936
- Rothschildia arethusa Walker, 1855
- Rothschildia aricia Walker, 1855
- Rothschildia aroma Schaus, 1905
- Rothschildia augias Girad., 1874
- Rothschildia aurata Gevers., 1787
- Rothschildia aurota Cramer, 1775
- Rothschildia balatana Bouvier, 1936
- Rothschildia belus Maassen & Weymer, 1873
- Rothschildia benjamini Hoffmann, 1942
- Rothschildia betis Walker, 1855
- Rothschildia bogotana Rothschild, 1907
- Rothschildia bolivar Maassen & Weymer, 1873
- Rothschildia bucaya Schaus, 1941
- Rothschildia campuzani De la Rocha., 1870
- Rothschildia catenigera Draudt, 1929
- Rothschildia cauca Rothschild, 1907
- Rothschildia chiris Rothschild, 1908
- Rothschildia cincta Tepper, 1882
- Rothschildia condor Staudinger, 1894
- Rothschildia coxeyi Schaus, 1932
- Rothschildia cruentata Bouvier, 1930
- Rothschildia draudti Benjamin, 1934
- Rothschildia draudti Bouvier, 1936
- Rothschildia encelades Girad., 1874
- Rothschildia equatoralis Rothschild, 1907
- Rothschildia erycina Shaw, 1797
- Rothschildia ethra Olivier, 1790
- Rothschildia fauvetyi Guérin-Meneville, 1864
- Rothschildia forbesi Benjamin, 1934
- Rothschildia fossilis Cockerell, 1914
- Rothschildia gounelli Bouvier, 1936
- Rothschildia guerreronis Draudt, 1929
- Rothschildia hesperus Linnaeus, 1758
- Rothschildia hoffmanni Vogeler, 1933
- Rothschildia hopfferi Felder, 1859
- Rothschildia imitator Draudt, 1929
- Rothschildia inca	Rothschild, 1907
- Rothschildia jacobaeae Walker, 1855
- Rothschildia jorulla Westwood, 1853
- Rothschildia jorulloides Dognin, 1895
- Rothschildia lebeau Guérin-Meneville, 1868
- Rothschildia lichtenba Dyar, 1912
- Rothschildia luciana Rothschild, 1907
- Rothschildia lutea Jordan, 1911
- Rothschildia martha Rothschild, 1907
- Rothschildia maurus Burmeister, 1880
- Rothschildia maurusius Draudt, 1929
- Rothschildia melini Bryk, 1953
- Rothschildia meridana Rothschild, 1907
- Rothschildia mexicana Draudt, 1929
- Rothschildia micrinus Draudt, 1929
- Rothschildia morana Schaus, 1921
- Rothschildia mussehli Schaus, 1941
- Rothschildia nigrescens Rothschild, 1907
- Rothschildia ochracea Draudt, 1929
- Rothschildia olivenca Vogeler., 1933
- Rothschildia orbignyana Guérin-Meneville, 1844
- Rothschildia orizaba Wastw, 1853
- Rothschildia paradoxa Hoffmann, 1942
- Rothschildia paranensis Burmeister, 1867
- Rothschildia paucidentatat Lemaire, 1971
- Rothschildia paulista Vogeler., 1933
- Rothschildia pegasus Draudt, 1929
- Rothschildia peruviana Rothschild, 1907
- Rothschildia poecilator Draudt, 1929
- Rothschildia prionia Rothschild, 1907
- Rothschildia prionidia Draudt, 1929
- Rothschildia procyon Jordan, 1929
- Rothschildia pseudoguerreronis Hoffmann, 1942
- Rothschildia rectilineata Bouvier, 1930
- Rothschildia rhodina Jordan, 1911
- Rothschildia rhombifer Burmeister, 1878
- Rothschildia roxana Schaus, 1905
- Rothschildia satyrus Felder, 1874
- Rothschildia schreiteri Draudt, 1930
- Rothschildia schreiteriana Beyer & Orfila, 1945
- Rothschildia semiimmaculata Gardiner, 1962
- Rothschildia speculizaba Vogeler, 1931
- Rothschildia speculum Maassen & Weymer, 1873
- Rothschildia splendida Palisot de Beauvois, 1805
- Rothschildia spondiae De la Rocha., 1869
- Rothschildia steinbachi Rothschild, 1904
- Rothschildia stuarti Rothschild & Jordan, 1901
- Rothschildia triloba Rothschild, 1907
- Rothschildia tucumani Dognin, 1901
- Rothschildia uruapana Hoffmann, 1942
- Rothschildia venezuelensis Bouvier, 1936
- Rothschildia vibidia Druce, 1904
- Rothschildia vinacea Rothschild, 1907
- Rothschildia wagneri Bouvier, 1936
- Rothschildia xanthina Rothschild, 1907
- Rothschildia yucatana Lemaire, 1971
- Rothschildia zacateca Westwood, 1853

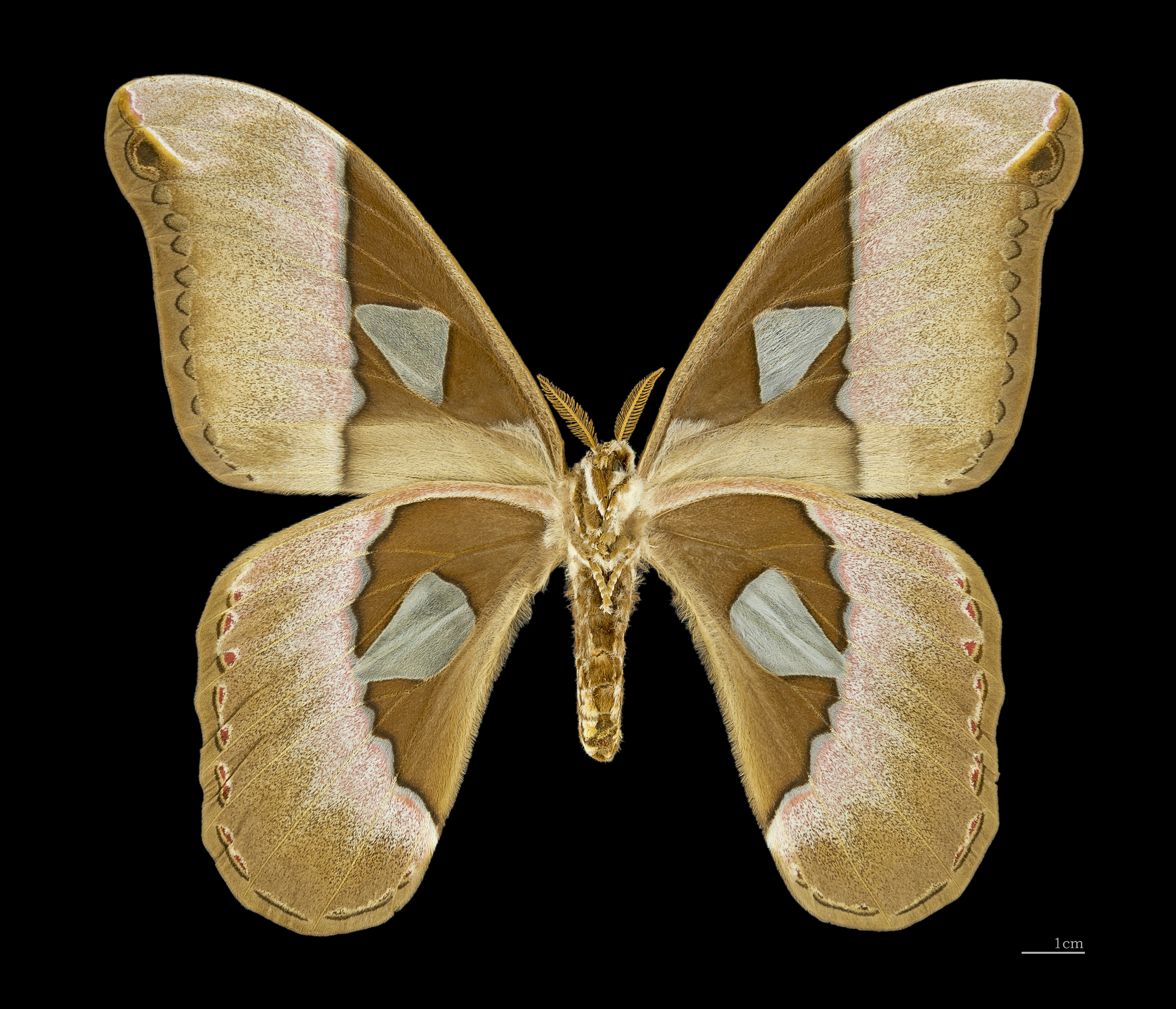
Rothschildia aurota - MHNT
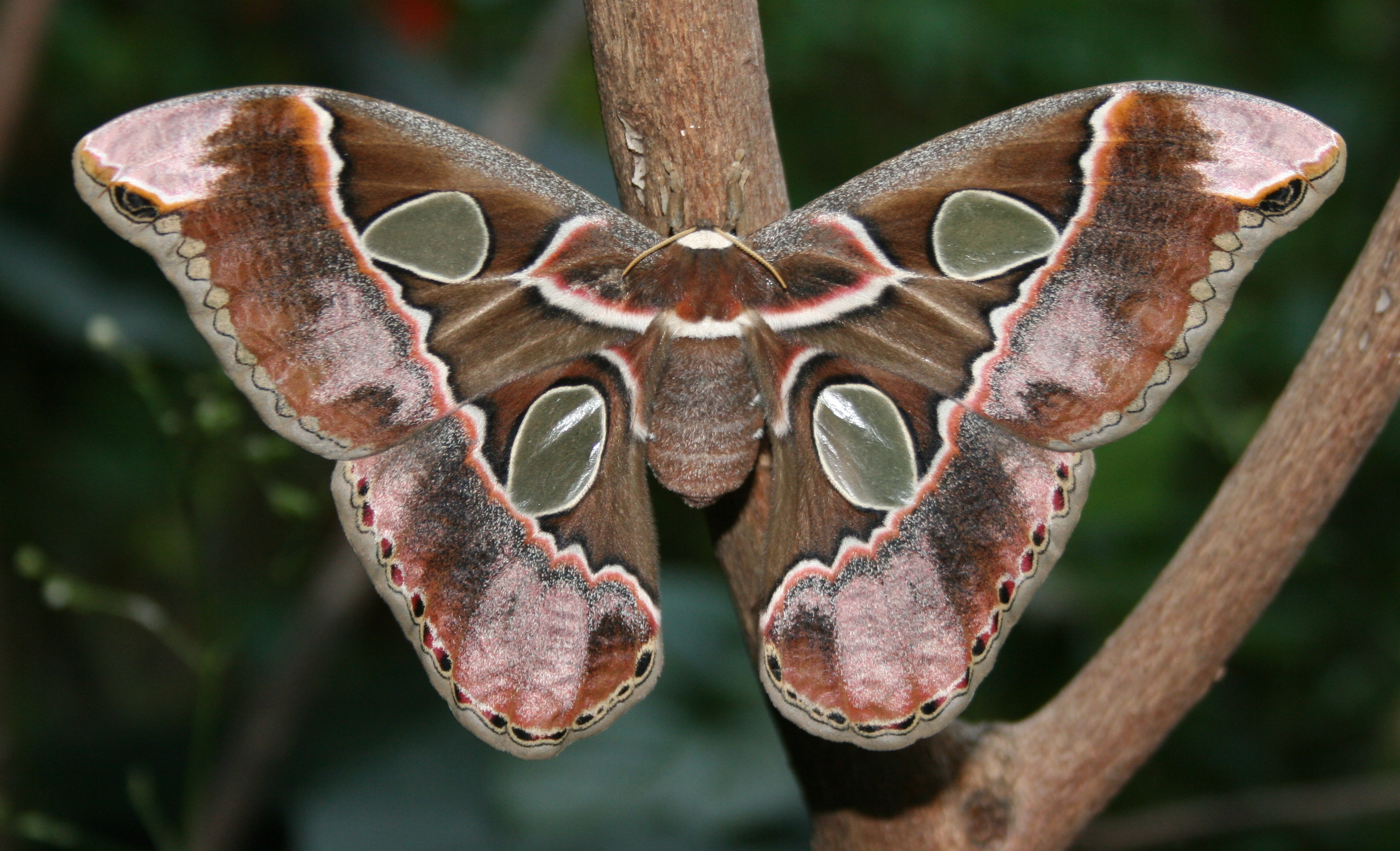
Rothschildia cincta
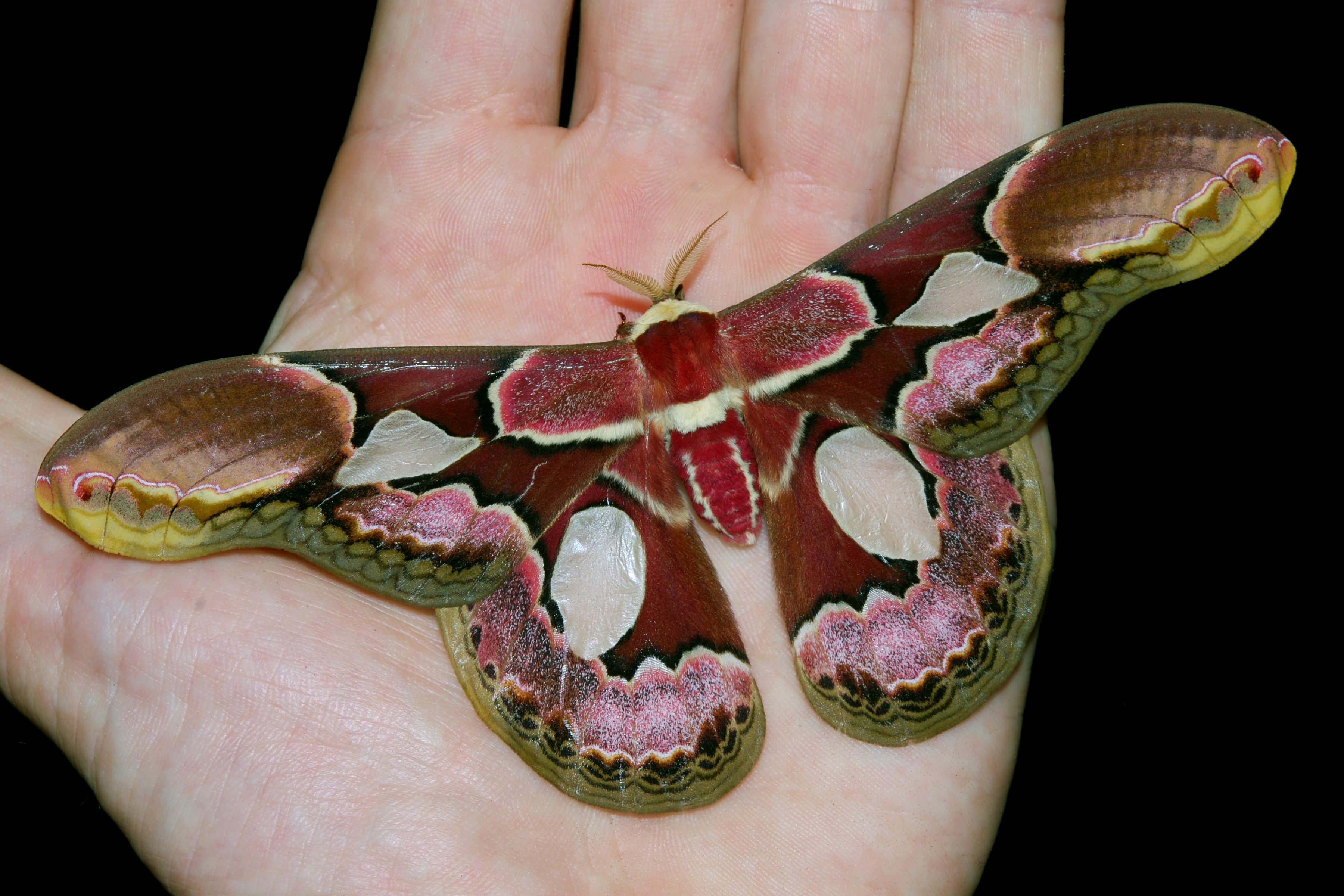
Rothschildia erycina
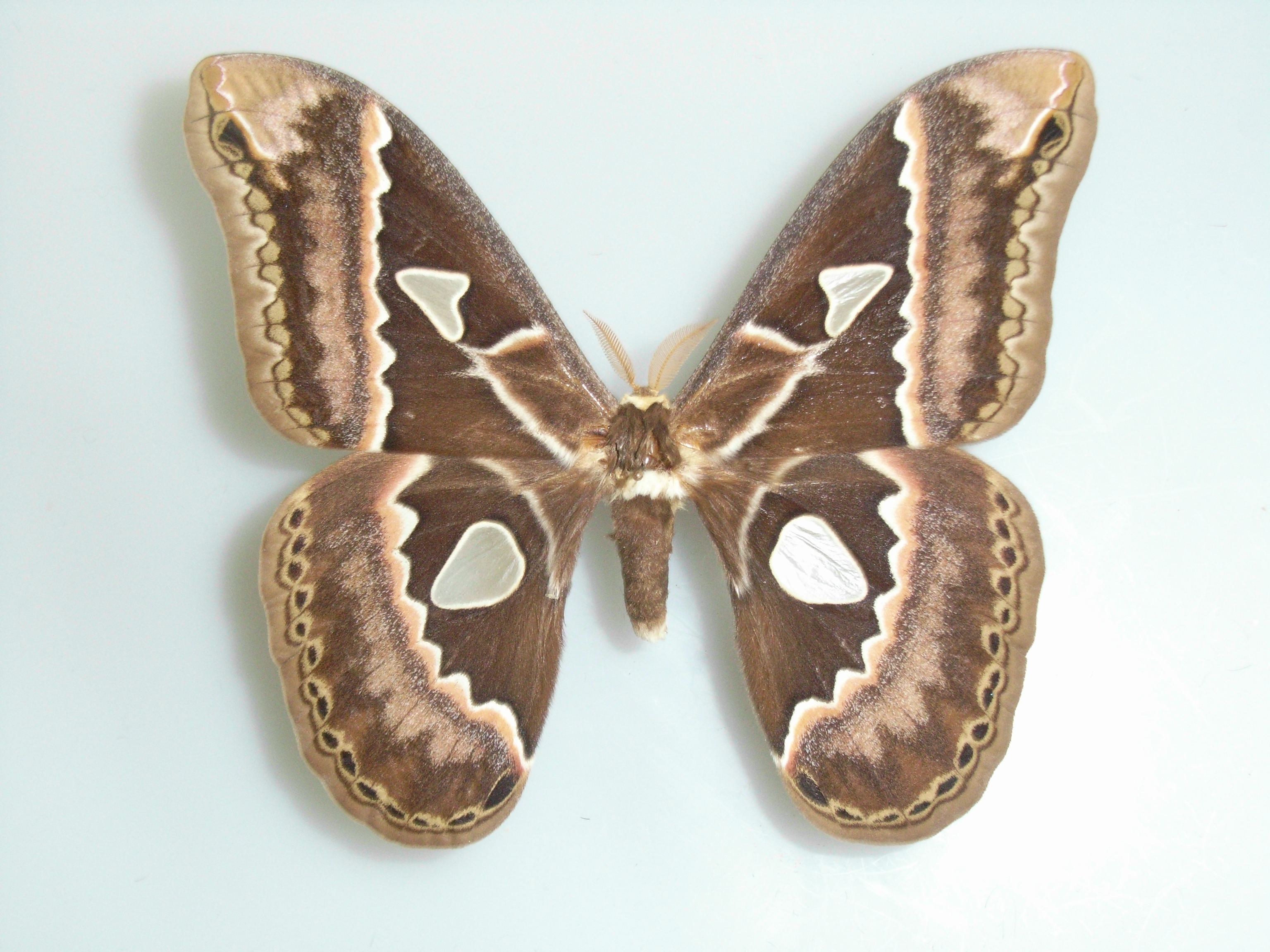
Rothschildia maurus

Selon NCBI (8 sept. 2018) :
- Rothschildia anikae
- Rothschildia arethusa
- Rothschildia aricia
- Rothschildia aurota
- Rothschildia erycina
- Rothschildia forbesi
- Rothschildia hesperus
- Rothschildia interaricia
- Rothschildia lebeau
- Rothschildia orizaba
- Rothschildia triloba
- Rothschildia xanthina

## Répartition
Amérique du Nord et Amérique du Sud, du Canada à l'Argentine.